# Les Cahiers de Tunisie
Les Cahiers de Tunisie (arabe : الكراسات التونسية), plus communément appelés Cah Tunis (abréviation internationale), sont une revue trimestrielle tunisienne fondée à Tunis en 1953 et spécialisée dans les sciences humaines et sociales. Elle prend la suite de La Revue tunisienne, publiée de 1894 à 1948.
Les Cahiers de Tunisie accueillent des contributions originales et inédites en sciences humaines et sociales et en lettres sous la forme d'articles et de comptes-rendus, en arabe, en français et en anglais, sur la Tunisie et l'Afrique en général, sur le monde arabo-musulman et sur l'Europe. En 2019, la directrice de la revue est la professeure d'histoire médiévale Hayet Amamou. À partir de 2021, le directeur de la revue est le professeur d'histoire Abdelhamid Fnina. Depuis 2024, la professeure de littérature arabe Jalila Tritar est la directrice de la revue.
Ce périodique est indexé dans l'Index Medicus. Il a pour identifiant (NLM ID) le numéro 100966952.

## Rédacteurs en chef
- Jean Pignon[1]
- André Nouschi[1]
- Paul Sebag[1]
- Béchir Tlili (1972-1981)
- Hassen Annabi (1990-1992)
- Taoufik Bachrouch
- Mohamed Hédi Chérif
- Yasmina Ghodbane (2011-2017)
- Riadh Ben Khalifa et Sonia Mhiri (2017-?)
- Zouhaier Hlaoui (depuis 2023)